# Mercedes-Benz 600
Vozy řady W 100, známé jako Mercedes-Benz 600, byly v 60. a 70. letech 20. století reprezentačními limuzínami firmy Daimler-Benz.
Vůz se poprvé objevil v roce 1961 poté, co se firma Mercedes-Benz rozhodla postavit luxusní reprezentační limuzínu konkurující značkám Rolls-Royce, Bentley a podobným luxusním vozům. Mercedes 600 se vyráběl od roku 1963 až do roku 1981. Vyrobeno bylo 2190 vozů typu 600 a 487 vozů vrcholné řady Pullman.

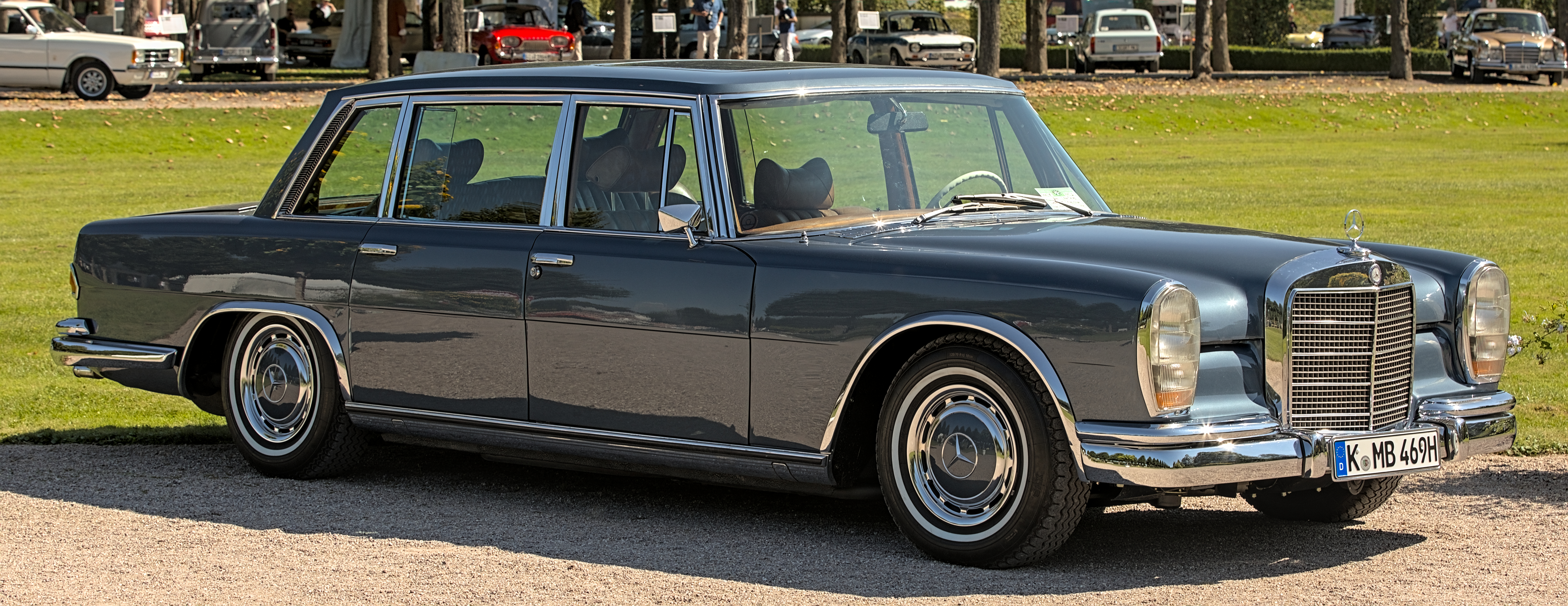
Mercedes-Benz 600

Kromě standardního typu 600 o délce 5,5 metru bylo možné zakoupit i prodlouženou verzi Mercedes-Benz Pullman 600, měřící 6,3 metru. Jedná se o největší sériově vyráběnou evropskou limuzínu, určenou velice bohatým zákazníkům nebo hlavám států, již šlo osadit čtvero či šestero dveřmi. Mezi majitele Pullmanu 600 patřil např. papež Pavel VI. nebo John Lennon.
Jednalo se o velice drahý model, vyráběný ručně. V nabídce Mercedesu zůstal do roku 1981. Po ukončení výroby Mercedes nepředstavil ekvivalentní náhradu, neb konstruktéři spatřovali perspektivu v menších modelech, z nichž nejznámějším je typ 300 SEL.

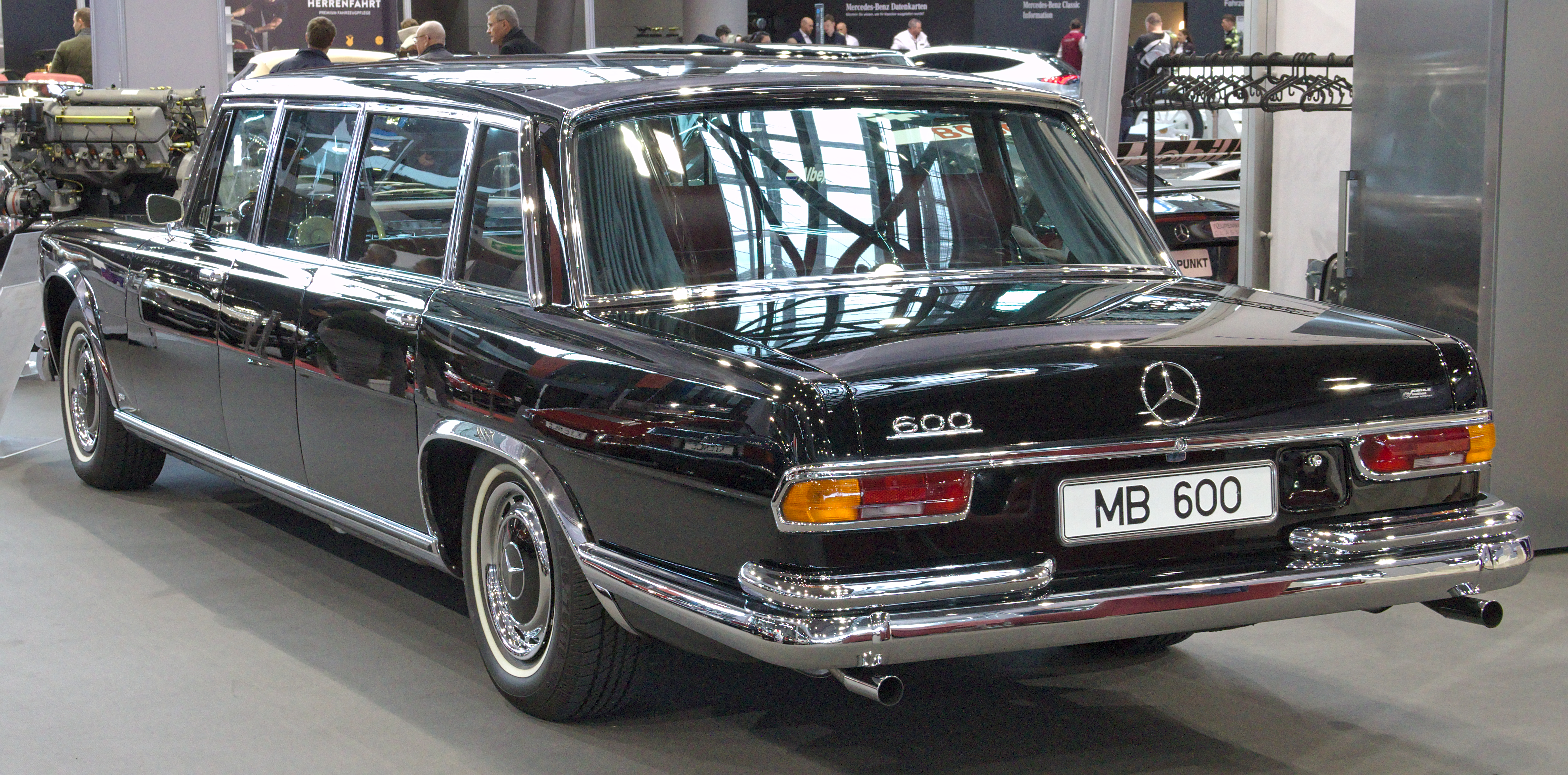
Mercedes-Benz 600 Pullman
prodloužená limuzína

Asi nejzajímavějším na tomto voze je jeho nezávislé pneumatické odpružení, jehož vzduchové čerpadlo bylo umístěno pod kapotou. K centrálnímu hydraulickému systému bylo připojeno nastavení polohy sedadel, posilovače řízení i zámky dveří. Občas se stávalo že se automobil přes noc „vyfoukl“ a bylo nutné jej opravit.
Motor: vidlicový osmiválec 6,3 l, výkon 300 koní. Max. rychlost 195 km/h. Vůz byl na své rozměry velmi rychlý. Na silnici s ním nedokázaly držet krok ani některé sportovní automobily, natož jiné luxusní limuzíny. Zrychlení z nuly na 100 km/h pod 10 sekund. Daní za tyto hodnoty ovšem byla velmi vysoká spotřeba, která se pohybovala okolo 20 l/100 km.

## Modely
- Kratší rozvor
  - 4dveřový sedan
  - 4dveřový sedan s oknem oddělující řidiče a cestující

- Delší rozvor
  - 4dveřový Pullman, prodloužená limuzína s dalšími zpětně posazenými sedadly
  - 6dveřová limuzína Pullman